# Komunistyczna Partia Niemiec

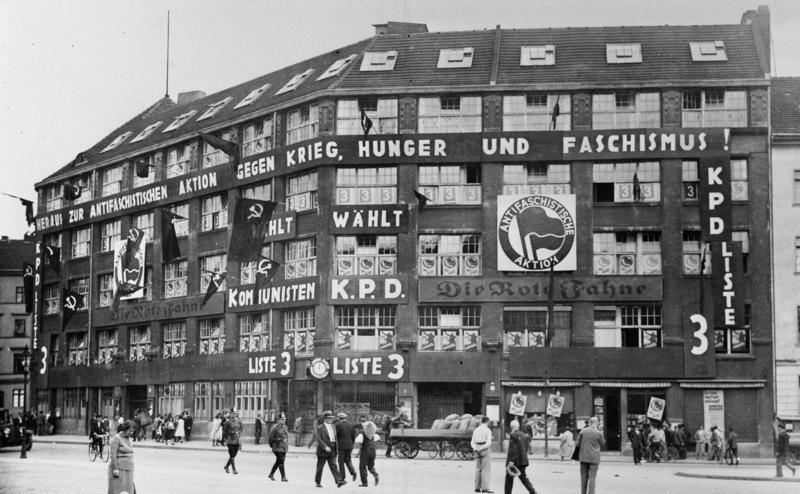
Karl-Liebknecht-Haus w Berlinie na Bülowplatz – siedziba KPD w latach 1926–1933

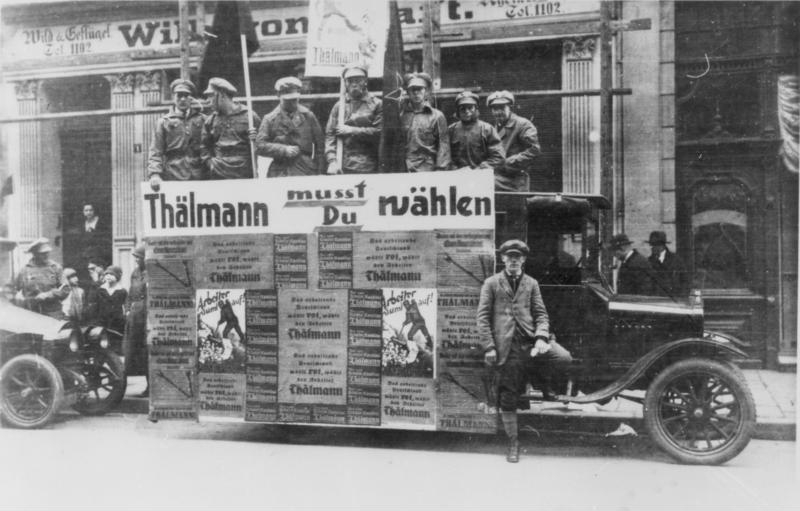
Członkowie KPD w Essen w marcu 1925 roku

Komunistyczna Partia Niemiec, KPD (niem. Kommunistische Partei Deutschlands) – niemiecka partia komunistyczna. Powstała na bazie Związku Spartakusa, początkowo znajdowała się pod ideowym wpływem luksemburgizmu, od którego odstąpiła po śmierci Róży Luksemburg. Stopniowo przechodziła na pozycje leninizmu, a w 1920 r. przyjęła centralizm demokratyczny. W Republice Weimarskiej regularnie uczestniczyła w wyborach, uzyskując między 10 a 15 procent poparcia. Na początku lat 30. toczyła walki uliczne przeciwko nazistom. W 1933 r. została zdelegalizowana. Ponownie zalegalizowana w powojennych Niemczech. W radzieckiej strefie okupacyjnej w 1946 r. została przekształcona w Socjalistyczną Partię Jedności Niemiec, obejmując władzę w NRD. W RFN działała natomiast do 1956 r., kiedy to została zdelegalizowana przez Federalny Trybunał Konstytucyjny.

## Powstanie i wczesna działalność
KPD powstała z 31 grudnia 1918 r. na 1 stycznia 1919 r. w Berlinie. Jej podwaliny stanowił Związek Spartakusa, wywodzący się z mniejszościowych frakcji Socjaldemokratycznej Partii Niemiec (SPD), oraz Internationale Kommunisten Deutschlands (IKD). Obie frakcje były przeciwne popieranej przez SPD wojennej polityce rządu. Do grona założycieli partii należeli czołowi działacze Związku Spartakusa: Karl Liebknecht, Róża Luksemburg, Heinrich Brandler, August Thalheimer, Franz Mehring i Wilhelm Pieck. Do nowego ugrupowania dołączyli także m.in.: Leon Jogiches, Clara Zetkin, Ruth Fischer, Paul Levi, Paul Frölich, Willi Münzenberg oraz Ernst Meyer. W 1919 r. KPD stała się członkiem Międzynarodówki Komunistycznej.

## Działalność w Republice Weimarskiej

### Wystąpienia rewolucyjne 1919 roku i rozłam w 1920 roku
KPD odegrała znaczącą rolę w okresie rozruchów rewolucyjnych w latach 1919–1923. Jej oddziały paramilitarne 12 stycznia 1919 r. w Berlinie wystąpiły zbrojnie (powstanie Spartakusa) przeciwko rządowi Friedricha Eberta. Komuniści powołali Komitet Rewolucyjny mający stanowić przeciwwagę dla istniejącego rządu. Wystąpienia zostały rozbite przez żołnierzy korpusów ochotniczych, a ich przywódcy: Liebknecht i Luksemburg – zamordowani. Wraz ze śmiercią Róży Luksemburg, która była krytyczką bolszewików i Włodzimierza Lenina, partia przyjęła poglądy bliskie leninizmowi. W Monachium komuniści wraz z anarchistami proklamowali na początku kwietnia tego samego roku powstanie krótkotrwałej Bawarskiej Republiki Rad z Eugenem Leviné na czele. Republika rad została rozbita na początku maja w wyniku pacyfikacji wojskowej.
Pierwszy rozłam w KPD miał miejsce w kwietniu 1920 r. Z szeregów partii wystąpiła wówczas część działaczy pochodzących z IKD, opowiadających się za komunizmem rad (Rätekommunismus), tworząc konkurencyjną Niemiecką Komunistyczną Partię Robotniczą (KAPD). KAPD początkowo konkurowała z KPD w ramach Międzynarodówki Komunistycznej, zerwała z nią jednak w 1921 r.

### Kryzys w partii w latach 1923–1929
W latach 1921–1924 przewodniczącym KPD był Heinrich Brandler, przeciwny zbrojnemu powstaniu komunistów. Za czasów kadencji Brandlera komuniści w październiku 1923 r. dołączyli do rządów koalicyjnych socjaldemokratów w Saksonii i Turyngii. Zostali jednak zmuszeni do odejścia ze stanowisk po interwencji antykomunistycznie nastawionej armii. Upadek tych koalicyjnych rządów zradykalizował środowisko komunistyczne. W październiku 1923 r. lokalni komuniści z Hamburga zorganizowali zbrojne powstanie. Odosobnione wystąpienie zostało zakończone klęską i policyjnymi represjami. Po upadku powstania część działaczy jawnie popierających działania zbrojne zostało usuniętych z partii.
W 1924 r. Komitet Centralny partii został zdominowany przez frakcję ultralewicową, na czele której stanęła Ruth Fischer i Arkadij Masłow. Fischer i Masłow doprowadzili do odsunięcia od władzy umiarkowanego Brandlera. W 1925 r. przewodniczącym Komitetu Centralnego partii został przywódca powstania hamburskiego Ernst Thälmann, który odsunął ultralewicę na boczny tor. Wyboru Thälmanna na stanowisko przewodniczącego KC nie zaakceptował Brandler. Brandler w 1928 r., wraz ze swoimi zwolennikami z partyjnej prawicy, utworzył rozłamową partię o nazwie Kommunistische Partei-Opposition (Komunistyczna Partia-Opozycja). Rozłamowcy byli ideologicznymi zwolennikami tendencji Nikałaja Bucharina. Ciągła zmiana partyjnego kierownictwa spowodowała kryzys, który doprowadził do znacznego spadku liczby członków – z 180 tysięcy w 1924 do 130 w końcu 1928 r.
W latach 1921–1924 działalność rozpoczęły współtworzone przez partię masowe organizacje paramilitarne, m.in. 18 lipca 1924 roku utworzono w Halle Związek Bojowy Czerwonego Frontu (Roter Frontkämpferbund, RFB). Oprócz tego do KPD należał założony w 1925 roku Komunistyczny Związek Młodych Niemiec.
Jeszcze przed 1933 r. wielu członków partii rozpoczęło działalność poza granicami kraju. Otto Braun jako doradca z ramienia Kominternu został działaczem Komunistycznej Partii Chin.

### W dobie wielkiego kryzysu
Wraz z narastaniem skutków wielkiego kryzysu KPD umacniała wpływy w społeczeństwie – liczba członków wzrosła ze 150 tysięcy w 1924 r. do około 360 tysięcy w 1932 r. W tym czasie relacje między komunistami a socjaldemokratami uległy jeszcze większemu kryzysowi. Spowodowane to było delegalizacją przez rząd socjaldemokratów w 1929 r. komunistycznego Związku Bojowego Czerwonego Frontu i walkami ulicznymi jakie wybuchły po ogłoszeniu tej decyzji. Współpracę z SPD utrudniało również przyjęcie przez partię ocen Międzynarodówki Komunistycznej uznających socjaldemokrację za socjalfaszyzm.
W 1930 r. wydali program narodowego i społecznego wyzwolenia Niemiec w którym opowiedzieli się za antyfaszyzmem, przeciwko istniejącemu rządowi i przeciwko planowi Younga, który uznali za upokorzenie Niemiec. Wraz ze wzrostem znaczenia NSDAP we wrześniu tego samego roku z inicjatywy partii utworzono Związek Walki Przeciwko Faszyzmowi, stanowiący w założeniach organ broniący KPD przed atakami ze strony ruchów skrajnej prawicy. Do 1932 roku unikano jednak otwartej walki.
Zwycięstwo NSDAP w wyborach do Landtagów w maju 1932 r. spowodowało, że kierownictwo KPD coraz częściej zaczęło wzywać robotników do otwartej walki z nazistami. Komitet Centralny partii powołał Komitet Akcji Antyfaszystowskiej pod kierownictwem Ernsta Schnellera, którego programem było stworzenie szerokiego frontu opartego na KPD, SPD i związkach zawodowych oraz zwalczanie ruchu hitlerowskiego. Odbyły się liczne wiece, demonstracje, powołano lokalne Komitety Akcji Antyfaszystowskiej, doszło też do kolejnych potyczek pomiędzy bojówkami komunistycznymi a SA i SS. Do walk ulicznych z nazistami włączyli się również przedstawiciele młodzieżówki komunistycznej. Pomimo wrogości i walk między KPD i NSDAP, w listopadzie 1932 r. oddziały paramilitarne konkurujących partii wspólnie wzięły udział w akcji strajkowej pracowników berlińskiej komunikacji miejskiej.
W wyborach do parlamentu w listopadzie 1932 r. na KPD oddano ponad 16% głosów, dających 100 mandatów w Reichstagu. W pierwszej turze wyborów prezydenckich w marcu tego samego roku Thälmann zdobył 13,2% głosów (dla porównania Adolf Hitler zdobył 30,1% głosów).

Flaga partyjna

## Działalność w III Rzeszy
Wkrótce po objęciu przez Hitlera stanowiska kanclerza KPD została zdelegalizowana, a wielu jej członków aresztowano i osadzono w obozach koncentracyjnych. Aby uzyskać pretekst do likwidacji partii, NSDAP oskarżyła komunistów o podpalenie gmachu Reichstagu. Rzekomych sprawców pożaru sądzono w procesie lipskim. Aresztowanie komunistycznych deputowanych ułatwiło wprowadzenie ustawy „O ochronie narodu i państwa” (Zum Schutz von Volk und Staat), określanej jako Ermächtigungsgesetz („ustawa o pełnomocnictwach”), co spowodowało faktyczne zawieszenie praw obywatelskich, jak i konstytucji Republiki Weimarskiej i umożliwiło Hitlerowi sprawowanie totalitarnej władzy. Lider partii, były kandydat na prezydenta Rzeszy Ernst Thälmann i jego przyboczni zostali aresztowani 3 marca 1933 w tajnej siedzibie partii w berlińskiej dzielnicy Charlottenburg. Ernst Torgler, przewodniczący partii w Reichstagu, 28 lutego sam oddał się w ręce policji w celu odparcia oskarżeń rządu, że to on i kierownictwo partii zlecili podpalenie gmachu Reichstagu. Do 15 marca uwięziono dziesięć tysięcy komunistów. Oficjalne dokumenty wskazują, że w Nadrenii i Zagłębiu Ruhry w samym tylko marcu i kwietniu 1933 r. aresztowano osiem tysięcy osób. Rząd zamknął 33 pisma komunistyczne i zakazał wydawania kolejnych o takim profilu ideowym. W tym samym czasie przeprowadzono zawłaszczenie własności partyjnej.
Komuniści, którzy zdołali uniknąć aresztowania, częściowo opuścili terytorium III Rzeszy i podjęli działalność za granicą, otrzymując azyl polityczny między innymi we Francji, a częściowo wraz z socjaldemokratami współtworzyli antyfaszystowski ruch oporu w kraju. W 1935 roku na przewodniczącego emigracyjnego Komitetu Centralnego KPD wybrano Wilhelma Piecka. Działacze partii nie zdecydowali się na utworzenie niemieckiego rządu emigracyjnego i wyraźne potępienie imperialistycznych celów III Rzeszy. W tym samym roku komuniści na emigracji utworzyli wraz z socjaldemokratami i przedstawicielami partii burżuazyjnych antyfaszystowski Front Ludowy. Front upadł trzy lata później. W 1938 r., po sporze z Walterem Ulbrichtem, z szeregów partii wykluczony zostaje jeden z jej czołowych działaczy Willi Münzenberg. W trakcie wojny domowej w Hiszpanii 3000 ochotników wywodzących się z KPD zasiliło szeregi Brygad Międzynarodowych, a inni z jej działaczy organizowali na Zachodzie zakup używanej broni i pobór ochotników. W latach 1933–1945 do obozów koncentracyjnych zesłano 150 000 członków partii, a na 30 000 zapadł wyrok śmierci.
Do 1939 r. partia działała w Wolnym Mieście Gdańsk, regularnie zdobywając w wyborach do tamtejszego parlamentu kilkuprocentowe poparcie.
Po rozpoczęciu współpracy Związku Socjalistycznych Republik Radzieckich z Niemcami (Pakt Ribbentrop-Mołotow) Józef Stalin nie podjął starań o uwolnienie z obozów koncentracyjnych przywódców KPD. Polityka współpracy ZSRR i III Rzeszy wzbudziła w szeregach niemieckich komunistów konsternację i pojawienie się głosów krytycznych wobec ZSRR.
Podczas wojny niemiecko-sowieckiej z inicjatywy komunistów niemieckich powstał w 1943 r. w ZSRR Komitet Narodowy Wolne Niemcy.

## Działalność po wojnie

### Niemcy wschodnie
Po zakończeniu II wojny światowej partia komunistyczna w radzieckiej strefie okupacyjnej Niemiec została zalegalizowana. W październiku 1945 roku liczyła ok. 248 tysięcy członków. W 1946 r. KPD wraz z SPD utworzyły w radzieckiej strefie okupacyjnej Niemiec Socjalistyczną Partię Jedności Niemiec (SED). Po zjednoczeniu Niemiec SED przekształciła się w Partię Demokratycznego Socjalizmu (PDS), od 2005 r. działającą pod nazwą Partii Lewicowej (Die Linkspartei), a od 2007 r. – Die Linke.

### Niemcy zachodnie
W zachodniej strefie okupacyjnej została zalegalizowana jeszcze w 1945 r. Liczyła około 130 tysięcy członków. Po utworzeniu Republiki Federalnej Niemiec wzięła udział w wyborach parlamentarnych z 1949 r., w których zdobyła 1 361 706 głosów (5,7%) i 15 miejsc w parlamencie. W ramach polityki zimnowojennej skierowanej przeciwko partiom komunistycznym została zdelegalizowana w 1956 r., poprzez wyrok Związkowego Trybunału Konstytucyjnego Niemiec. W chwili delegalizacji liczyła około 78 tysięcy członków. W 1957 roku komuniści pozbawieni możliwości startu w wyborach wezwali do głosowania na SPD, w 1961 r. i 1965 r. wystartowali w wyborach jako Deutsche Friedensunion nie uzyskując jednak wyniku wyższego aniżeli 2% głosów. W 1968 r. z inicjatywy dawnych członków partii powstała, istniejąca do dziś, Niemiecka Partia Komunistyczna (DKP), posiadająca marginalne znaczenie polityczne.